# Thierry d'Alsace de Hénin-Liétard
Pour les autres membres de la famille, voir Maison de Hénin-Liétard.
Thierry d'Alsace de Hénin-Liétard, prince de Hénin et comte d'Alsace, né le 5 août 1853 à Wassenaar (Pays-Bas) et décédé le 24 février 1934 à Paris 8e, est un militaire et homme politique français

## Biographie

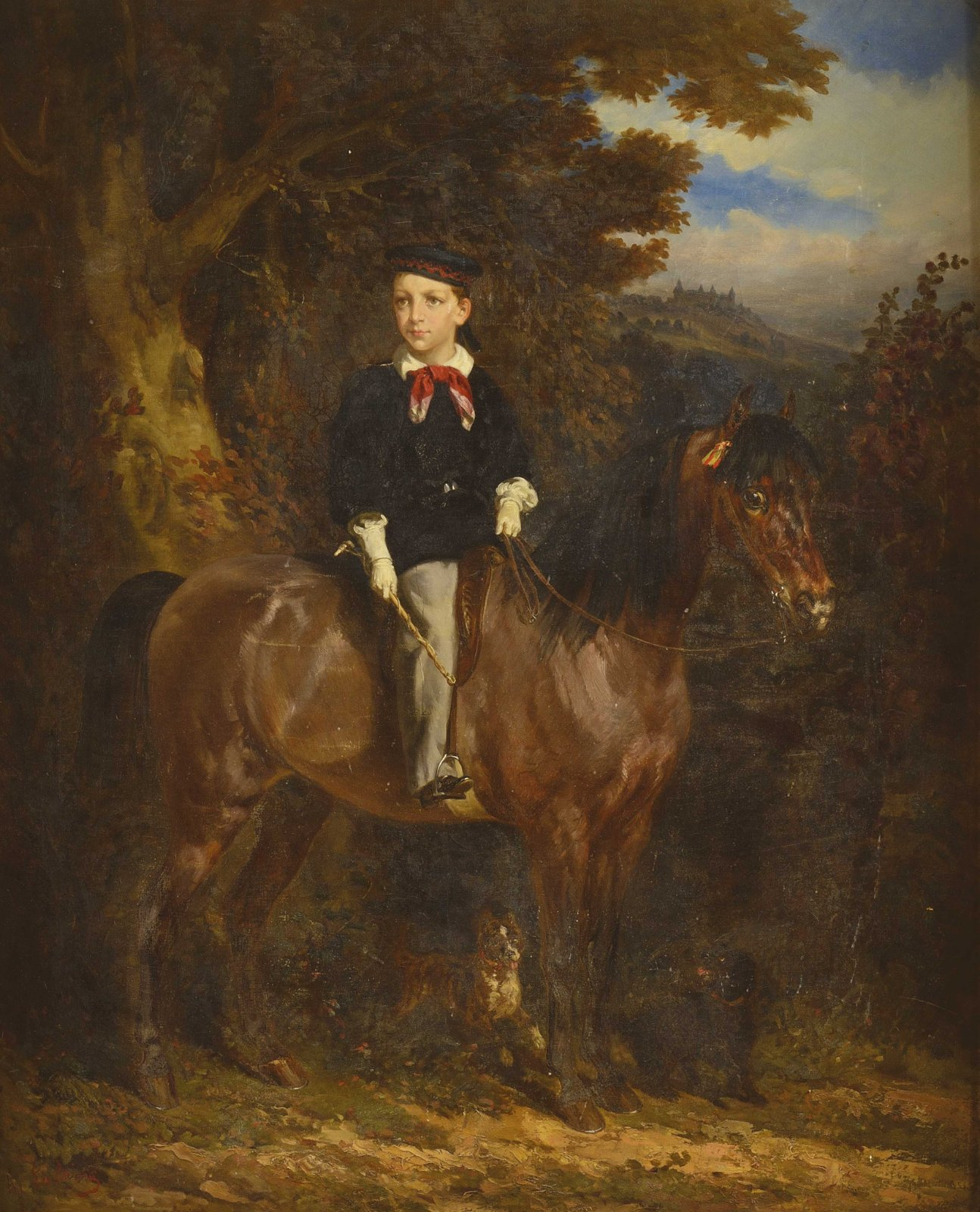
Portrait équestre du jeune Thierry d'Alsace de Hénin-Liétard par Lalaisse (vers 1860).

Thierry d'Alsace de Hénin-Liétard est l'héritier d'une grande famille noble. Ses ancêtres possèdent le château de Bourlémont depuis 1770. Il est d'abord élève au lycée Bonaparte de Nancy, bachelier des sciences et des lettres.

### Carrière militaire
Il s'engage dans l'armée et sert pendant dix ans en Algérie dans l'armée d'Afrique, de 1873 à 1883. Il participe à la campagne contre un chef des Hauts-Plateaux, Silloman. Il tient ensuite garnison à Oran, Mostaganem, Alger avant de devenir maréchal des logis-chef et d'obtenir la médaille coloniale. En 1875, il stationne à Fontainebleau puis entre à l'École de cavalerie de Saumur. Il en sort premier avec le grade de sous-lieutenant. Il effectue plusieurs missions à l'étranger mais démissionne avec le grade de lieutenant pour s'occuper de ses domaines dans les Vosges (notamment le château de Bourlémont).
Lors de la Première Guerre mondiale il reprend du service à un état-major à Rouen avec le grade de chef d'escadron .

### Carrière politique
Thierry d'Alsace de Hénin-Liétard se lance en politique à la suite de son père, légitimiste modéré, qui a été conseiller général du canton de Neufchâteau entre 1863 et 1871. Il est d'abord élu au conseil municipal de Frébécourt en 1884 et en devient le maire en 1891. Ses premières tentatives pour briguer une responsabilité départementale ou nationale échouent : aux cantonales de 1886  ainsi qu'aux élections législatives de 1889, où il se présente sous l'étiquette de républicain indépendant libéral, puis à celles de 1893, il est battu par Paul Frogier de Ponlevoy. Il est par contre élu au conseil général en 1892 et gagne son siège de député lors de l'élection partielle de 1894 entraînée par l'élection de son adversaire au Sénat. À l'occasion de ces élections, le congrès républicain ne parvient pas à distinguer un candidat unique si bien que cinq candidats républicains se présentent. Thierry d'Alsace fait face à deux adversaires marginaux et deux modérés : le magistrat Louis Bossu et le général Nicolas-Joseph Thomas. Tous ont le même programme, ce qui rend la campagne assez trouble. Thierry d'Alsace arrive finalement largement en tête avec 49,19 % des suffrages grâce au ralliement de conservateurs avec lesquels il n'a pourtant aucun lien. À la Chambre, il rejoint les républicains modérés. En 1898, il est réélu sans concurrent mais s'est coupé des électeurs réactionnaires et cléricaux tout en récupérant les voix des républicains qu'il a convaincu par ses actions à la Chambre. En 1902, il se présente sans programme mais sans adversaire sérieux. Il s'oppose alors au gouvernement de Défense républicaine et au Bloc des gauches tout étant selon le préfet en 1904 « le plus républicain des députés du département ». En 1906, le sous-préfet note que le député perd son influence, jugé trop proche d'Émile Combes pour les cléricaux qui ont voté contre la séparation des Églises et de l'État et aussi trop à droite pour les républicains tandis que les masses rurales n'ont pas apprécié son opposition à la loi des deux ans[Quoi ?]. La gauche lui oppose donc Louis Bossu mais Thierry d'Alsace obtient 64,15 % des suffrages. En 1909, il quitte le palais Bourbon pour le Sénat où il occupe un siège jusqu'à son décès. Il se consacre essentiellement aux questions militaires. En 1927, il s'inscrit au groupe de l'Union républicaine.
En 1920, il quitte la mairie de Frébécourt pour la laisser à son adjoint jusqu'en 1929. À cette date, il redevient maire et le demeure jusqu'à sa mort.

### Propriétaire terrien
Thierry d'Alsace de Hénin-Liétard devient en 1901 président du comice de Neufchâteau et en 1927, il est élu président de la Chambre d'agriculture des Vosges nouvellement créée. En 1926, il fait don d'un vitrail à l'église de Chatenois.

### Famille
Issu de la famille d'Alsace-Hénin-Liétard, il a pour aïeux Jean-François-Joseph (1733-1797) et son fils Pierre-Simon (1772-1825). Il est le fils de Simon-Gérard d'Alsace de Hénin-Liétard (1832-1891), propriétaire du château de Bourlémont, et d'Angélique van Brienen de Grootelindt (1833-1921), d'une famille noble flamande.
Cette branche est issue de Baudouin V, seigneur de Cuvilliers et de Fosseux et s'est éteinte en 1934 avec Thierry d'Alsace de Hénin-Liétard 3e prince de Henin (en France).
Il épouse à Paris, 8ème le 19 avril 1884 "Madeleine" Charlotte de Ganay (1864-1943), fille du marquis Étienne de Ganay (en) et d'Emily Ridgway, et sœur de Jean de Ganay. Il n'a pas de postérité.

## Décoration
- Officier de la Légion d'honneur (1916)[4]
- Croix de guerre 1914–1918
- Médaille coloniale